# Карачаевская автономная область
Карачаевская автономная область (карач.-балк. Къарачай автоном область, в орфографии 1924—1936 годов: Qaracaj avtonom oвlast) — административно-территориальная единица в РСФСР, существовавшая в 1926—1943 годах.
Административный центр — город Микоян-Шахар.

## История

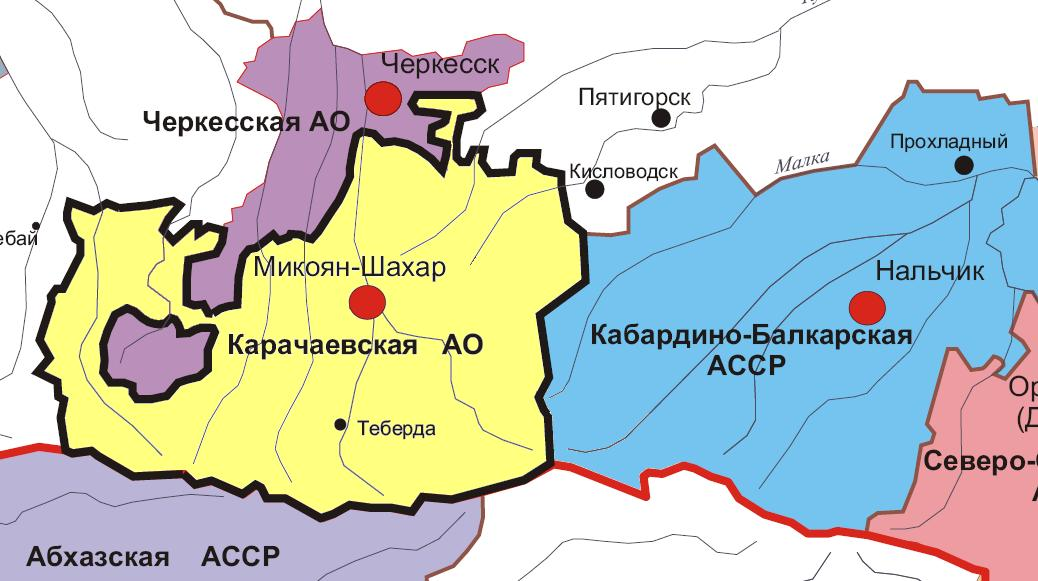
Карачаевская АО до 1943 года

Область была образована 26 апреля 1926 года в составе Северо-Кавказского края при разделении Карачаево-Черкесской АО на Карачаевскую автономную область и Черкесский национальный округ (с 1928 года — Черкесская АО).
10 июля 1931 года Постановлением Президиума ВЦИК был упразднён Баталпашинский район Армавирского округа Северо-Кавказского края. При этом Зеленчукский, Кардоникский, Красногорский и Усть-Джегутинский сельсоветы были переданы Карачаевской АО.
С 13 марта 1937 года область в составе Орджоникидзевского края, с 12 января 1943 года — Ставропольского края.
12 октября 1943 года вышел Указ Президиума Верховного совета СССР «О ликвидации Карачаевской автономной области». Карачаевцы депортированы в Среднюю Азию и Казахстан. Территория области разделена между Ставропольским краем и Черкесской автономной областью, образованный из Микояновского и Учкуланского районов, Клухорский район отошёл к Грузинской ССР.

## Административное деление
Постановлением ВЦИК от 20 июня 1928 года Карачаевская АО была разделена на 3 округа: Малокарачаевский, Учкуланский и Хумаринский. 30 сентября 1931 года округа были преобразованы в районы. 20 ноября 1931 года в состав Карачаевской АО из прямого подчинения Северо-Кавказского края была передана большая часть Зеленчукского района. 23 января 1935 года был образован Усть-Джегутинский район, а Хумаринский район упразднён. 7 сентября 1938 года были образованы Микояновский и Преградненский районы.
По состоянию на 1 января 1941 года в состав области входили 1 город областного подчинения Микоян-Шахар и 6 районов:
- Зеленчукский — ст-ца Зеленчукская
- Мало-Карачаевский — г. Кисловодск (не входил в состав района)
- Микояновский — с. им. Коста Хетагурова
- Преградненский — ст-ца Преградная
- Усть-Джегутинский — ст-ца Усть-Джегутинская
- Учкуланский — аул Учкулан

## Население
По результатам всесоюзной переписи населения 1926 года население области составляло 64 613 чел.
По результатам всесоюзной переписи населения 1939 года население области составляло 150 303 чел. (в том числе городское 10 713 чел., сельское — 139 590 чел.). Национальный состав населения распределялся следующим образом:
| Национальность     | Население, чел. | Доля в общем населении, % |
| ------------------ | --------------- | ------------------------- |
| Карачаевцы         | 70 301          | 46,8                      |
| Русские            | 64 596          | 43,0                      |
| Абазины            | 3 893           | 2,6                       |
| Осетины            | 3 578           | 2,4                       |
| Украинцы           | 2 297           | 1,5                       |
| Кабардинцы         | 1 154           | 0,8                       |
| Ногайцы            | 713             | 0,5                       |
| Греки              | 623             | 0,4                       |
| Адыгейцы (черкесы) | 505             | 0,3                       |